# Urte Blankenstein
Urte Blankenstein (* 21. Dezember 1943 in Pillau; † 27. April 2025 in Berlin) war eine deutsche Schauspielerin. Bekannt wurde sie vor allem in der DDR mit der Rolle der Frau Puppendoktor Pille im Kinderprogramm des Fernsehens der DDR.

## Leben
Urte Blankenstein wurde als zweites Kind ihrer Eltern im ostpreußischen Pillau geboren. Als Kleinkind kam sie 1947 nach Wismar, wo sie mit Mutter und älterer Schwester bis 1951 lebte. Schon vor der kriegsbedingten Flucht aus Ostpreußen hatte ihr Vater die Familie verlassen.
Blankenstein betreute in einer Überbrückungsphase bis zum Vorsprechen an der späteren Hochschule für Schauspielkunst Ernst Busch als Hilfssäuglingsschwester Waisenkinder, was für sie eine prägende Erfahrung war. Das Vorsprechen war nicht erfolgreich, gleichzeitig wurde sie aber von einem der Dozenten der Prüfungskommission an das Nachwuchsstudio des Deutschen Fernsehfunks verwiesen, wo Blankenstein dann eine dreijährige Ausbildung absolvierte.
Nach einem Schauspielstudium von 1964 bis 1966 in Berlin erfolgte ihr erstes Engagement 1966/67, u. a. in der Rolle des Aschenputtels am Kleist-Theater Frankfurt (Oder). 1967 wechselte sie zum Fernsehen der DDR in das Kinderprogramm Puppenstadt, wo sie die Rolle des Kathrinchens bzw. Zipfelzöpfchens in der Serie Eine Reise mit Hein Pöttgen übernahm. Es folgten Auftritte als Korbine Früchtchen, in Paulches Bücherstube und in der Aktuellen Kurbelwelle sowie in der Kabarettsendung Tele-BZ.
Von 1968 bis 1988 spielte sie die Frau Puppendoktor Pille einmal wöchentlich im Abendgruß, insgesamt wurden ca. 1500 Sendungen produziert. Ab 1975 moderierte sie einmal jährlich das Tele-Lotto bis zum Ende der Sendung 1997 sowie von 1984 bis 1988 die Sendung Von Polka bis Parademarsch, eine Militärmusiksendung im Fernsehen der DDR und von 1988 bis 1991 das Musikalische Intermezzo, eine Operettensendung im Deutschen Fernsehfunk, so auch live Unterhaltungskonzerte.
Ab 1970 trat sie auch live als Puppendoktor Pille (umgangssprachlich in der DDR auch Frau Puppendoktor Pille mit der großen klugen (später runden) Brille) mit ihrem Kinderprogramm auf. Zu Gastspielen war sie ab 1978 in der BRD unterwegs. Bis zum Schluss spielte sie die Frau Puppendoktor Pille in ihrem Programm Der Nächste bitte im Rahmen von Unterhaltungsangeboten für Kinder und auch in unterschiedlichen Programmen für Erwachsene. Ebenso interpretierte sie gemeinsam mit der Musical-Sängerin Carola Krautz-Brasin historische Lieder in dem Programm Eintopf und Frauenzimmer.

## Persönliches
Urte Blankenstein lebte in Berlin-Johannisthal. Sie hatte einen Sohn und eine Enkelin. Blankenstein starb am 27. April 2025 nach kurzer Krankheit im Alter von 81 Jahren in einem Berliner Krankenhaus.

## Filmografie
- 1963: Wenn die Rosen tanzen
- 1968–1988: Abendgruß

## Veröffentlichungen
- Urte Blankenstein: Habt ihr Kummer oder Sorgen … mein Leben als Frau Puppendoktor Pille. 1. Auflage. Bild und Heimat, Berlin 2020, ISBN 978-3-95958-252-0 (256 S., Autobiografie).